# Stałe Przedstawicielstwo Wielkiej Brytanii przy ONZ
Stałe Przedstawicielstwo Zjednoczonego Królestwa Wielkiej Brytanii i Irlandii Północnej przy Narodach Zjednoczonych (ang. The Permanent Mission of the United Kingdom to the United Nations, UK Mission to UN in New York) – misja dyplomatyczna Zjednoczonego Królestwa Wielkiej Brytanii i Irlandii Północnej przy Organizacji Narodów Zjednoczonych z siedzibą w Nowym Jorku.
Stały Przedstawiciel Wielkiej Brytanii przy ONZ zasiada w Radzie Bezpieczeństwa Organizacji Narodów Zjednoczonych, gdzie posiada prawo weta.

## Historia
Wielka Brytania jest członkiem pierwotnym ONZ. Podpisała i ratyfikowała Kartę NZ w 1945.